# 超機動員ヴァンダー
『超機動員ヴァンダー』（ちょうきどういんヴァンダー、VANDER）は、桂正和のSF漫画作品。

## 概要
『週刊少年ジャンプ』（集英社）誌上で1985年52号から1986年21号まで連載された。『ウイングマン』の次となる桂の2本目の連載作品。単行本はジャンプ・コミックスで全2巻。1995年にはジャンプ コミックス セレクションよりワイド版全2巻が、2001年には文庫版が全1巻で販売されている。
前作『ウイングマン』に続いてのヒーロー物で、今作では作中で「地球外惑星人」もしくは単に「惑星人」と呼ばれる宇宙人の侵略に立ち向かう。
男女合体に恋愛要素を組み込んだり、必殺技の為に一端自分を武器で攻撃するといった新しい要素も持ち、大きな枠組みが用意されていた作品ではあったがこうした作り込んだ設定が故に事ある毎に話の流れには不自然な説明描写が目立つ事となり、さらにはジャンプでの人気が振るわなかった為に「『はずだった』の多い作品」と桂が述べるような未消化や無理矢理消化した伏線が多い典型的な打ち切り作品となってしまっている。

## あらすじ
198×年、圧倒的な力を誇る惑星人に対抗すべく地球外惑星人犯罪部が設立され、超科学によって生み出されたPウエアーを装着した超機動員が配置された。しかし惑星人もより凶悪になり、より強力なPウエアーが必要となる。そこで男女の愛を力とする新種のPウエアーヴァンダーが開発され、コンピュータの様な頭脳を持つ森村みなほと藤枝弥紫が装着する事となった。

## 主な登場人物

### 第3支部超機動員課
惑星人の犯罪に対抗する為に設立された警視庁地球外惑星人犯罪部の関東を担当する支部、第3支部夕木署の超機動員課。
藤枝 弥紫（ふじえだ ひろし）
20歳。女性恐怖症。常軌を逸した動体視力と反射神経の持ち主で後薬園遊園地で怪獣ショーのアトラクションをし、休憩時間にアーケードゲームで遊んでいたところをみなほに目をつけられ、無理矢理遊ぶのに付き合わされる。みなほと一緒にジェットローラーに乗っているところを、バル惑星人に襲われ回避手段としてヴァンダーに武装変する。その戦いぶりから超機動員課にスカウトされる。警察に所属しながら、無免許でバイクに乗っている。実はパワーソルによって力が強化されていた。最後はみなほと合体した状態でゾルド将軍のパワーソル砲の弱点を突き特攻。
森村 みなほ（もりむら みなほ）
19歳。惚れやすく、かなり感情的。また後薬園遊園地に警察手帳でただで入り込む等職権乱用が目立つ。窮地に立つとコンピュータの様に正確無比に頭脳が働く能力を買われ、ヴァンダーの頭脳に。しかしその頭脳はパワーソルの力による物であったため、パワーソルを奪われ能力を失い超機動課を首になる。人質としてBヴァンダーに無理矢理合体させられていたところを、なつきが無理矢理合体し定員オーバーになって救出される。最後は弥紫と合体した状態でゾルド将軍のパワーソル砲の弱点を突き特攻。
沢田 敏夫（さわだ としお）
第3支部技術師。30歳。愛情エネルギーシステム及びそのシステムを利用したヴァンダーの開発者。
山鳴 厳次（やまなり げんじ）
第3支部超機動員課課長。女ばかりの職場に少し辟易している。べらんめえ調で喋る。
岡本 慶子（おかもと けいこ）
21歳。弥紫・みなほが来る以前からの超機動員。ジャイロンに武装変する。父が2年前に他界しており母と妹智子との3人暮らし。
土井 冬美（どい ふゆみ）
武器のチェックを担当。
嶋寺 かおり（しまでら かおり）
情報処理とお茶くみを担当。飛行機免許を取ったばかりの義男とセスナ機でデートしていたところをグリモス惑星人によって富士の樹海に落とされ、鉱石掘りの強制労働に就かされる。
霧野 陽子（きりの ようこ）
ヴァンダーのPウェアチェックを担当。落ち着いた雰囲気を持つ。ヴァンダーに武装変中は左頬のモニターで弥紫とやり取りをするのは主にこの人。

### その他の地球人
京本 なつき（きょうもと なつき）
京言葉で喋る。関西の第4支部から助太刀の名目で樹海で合流するが、実は警視監が派遣したスパイ。弥紫を誘惑し、みなほと仲違いさせようとする。みなほが超機動員課を首になった際にはみなほの後釜として入課。警視監に用無しと判断されスパイとばらされるも、逆に警視監がゾルド将軍の手下だと暴く。弥紫と共にヴァンダーに武装変したが、ゾルド将軍によって体に組み込まれた爆弾が爆発する事を知り武装変を解除し、爆発直前にBヴァンダーと合体し、みなほを救出した上で爆発、絶命。なお、第1話の背景で示されている地球外惑星人犯罪部の組織図では第4支部は中部、第5支部が近畿となっている。
茶頭政夫（ちゃがしら まさお）
美男子。全支部6000人の中からコンピュータが選び出した5人の中よりさらに試験を受けて選ばれたみなほの当初のパートナー候補。しかし機動力に体がついていかず、指示を出すみなほに切れて不適任となる。
警視監
ゾルド将軍の手下として働き、なつきをスパイとして派遣。後には第3支部超機動員課を乗っ取ろうとする。
岡本 智子（おかもと ともこ）
慶子の妹。高校生。ひさよとの関係で悩んでいた所をピローグ惑星人につけこまれ、ピローグ惑星人に変えられる。ヴァンダーの活躍によって元に戻る。
ひさよ
智子のクラスメイトで、智子を無視する様にクラスメイトに指示。
義男
かおりの彼氏。飛行機免許を取ったばかりでセスナ機でデートしていたところをグリモス惑星人によって富士の樹海に落とされ、鉱石掘りの強制労働に就かされる。
岩井（いわい）、石田（いしだ）、大野（おおの）
樹海の案内役。
清水 美子（しみず よしこ）
沢田博士のアシスタントとして登場予定だった人物。20歳。単行本のおまけにのみの登場で作中の登場はない。

### 超機動員
超科学（実はギラング惑星人の技術）の戦闘強化服。Pウエアーを装備して戦う、惑星人犯罪科の職員。なおこのPウエアーを装備する事を作中では武装変と呼ぶ。
ヴァンダー
沢田博士が開発した愛情エネルギーシステムにより男女の愛の力で稼働。スーツの色は白。Pウエアーが入っているペンダントを男性が装備し、女性がアーマメントガンで撃つ事によって武装変する（定員は装着者を含め3人。また、アーマーメントガンをマイナスモードにすることにより任意の相手を取り込むことや変身後にアーマーメントガンを撃つことにより強制的に侵入することも可能）。女性は愛情エネルギーとなってPウエアーの一部となる。Pウエアーの一部となった女性はPウエアー内部、右頬あたりに画像として映し出され、状況を判断して男性に指示を与える（左頬には本部の映像もしくは3人目の画像が映し出される）。男女の愛をエネルギー源としているため、女が男を思う程その性能が上がる。逆に女が男に対して怒っていたりすると著しく性能が下がり最終段階では変身が強制解除される。
装着者の男性が肉体を動かし、女性がサポートをする形ではあるが、装着者が気絶しても女性の精神力で外側から肉体を動かすこともできるが手足は動かせない。
主として弥紫とみなほの二人が武装変するが、この二人以外でも武装変は可能であり、弥紫となつき、警視監となつきでも武装変が行われている。最終決戦で恐らく消滅。
ジャイロン
岡本慶子が武装変する。スーツの色は黒。作中での目立った活躍はない。
ファスター
超機動員1号。冒頭部分で1コマのみの登場。30歳。
テック
登場する予定だった超機動員。25歳。第1話の扉絵と単行本のおまけにのみの登場で作中の登場はない。

### 惑星人
地球にやってきた地球外惑星人。全員が犯罪行為を行う訳ではなく、人間社会にとけ込んでいる者もいる様子。
バル惑星人
オイル付きの鋼鉄が大好物で、弥紫とみなほが乗っていたジェットローラーを食べ始める。弥紫とみなほがヴァンダーに武装変するきっかけを与え、最初に倒された惑星人。
ピローグ惑星人
画家に化け人間として潜伏。人の心の隙間に付け入り、その人物を絵に描く事によってピローグ惑星人に変えることが出来る。ピローグ惑星人に変えられた人間は心の奥にある人間への憎しみが表へ出て、「人間らしさ」をエネルギー体として放出し、どんどん理性を失っていく。心の隙間に付け入る事が出来ない相手であっても絵に描くことで攻撃も出来る。
グリモス惑星人
木々を自由に操る事が出来る。富士の樹海において不法に鉱石を発掘している人間と協力し、木のオーラを使って飛行機を引き寄せ、中に乗っている人間を労働力として確保。胸でレーザーを跳ね返せる。故郷の星はゾルド将軍によって侵略された。

#### ギラング惑星人
他の惑星人とは異なり、人間とほぼ同じ外見を持っている。
ゾルド将軍
パワーソルを二つ身につけて生まれた。ギラング惑星人の首領（ドン）。しかし地球への着陸の際にパワーソルを失う。パワーソルを見つけるまでの間に他の惑星人が地球を侵略しないようにと、超機動課を設立し本庁の超機動隊長に就任。パワーソルを2つとも見つけ、本格的に侵略を開始する。
ドラン
ゾルド将軍の手下。みなほからパワーソルを奪う。のちに姉と共にBヴァンダーとして襲ってくる。なつきの爆発によって死亡。
ドランの姉
生物以外であれば触れる事によって、水を固くしたりネバネバにしたりと、物の性質を変える事が出来る。後共にBヴァンダーとして襲ってくる。なつきの爆発によって死亡。
Bヴァンダー（ブラック ヴァンダー）
ヴァンダーの偽物で街で殺人等を起こす。ドランとドランの姉が武装変する。スーツの色は偽ヴァンダー時はオリジナルと同じ白だったが、オリジナルと対決時にギラング惑星人の象徴である黒に変更。
Pウェアー自体ギラング惑星人の技術で開発され、ゾルド将軍が警視庁に保管されている設計図を盗用して作成されている為、武装および性能はオリジナルのヴァンダーと全く同じ（しかし設計図に記載されていなかったVαとVβは当初出来なかった）。その上でドランがパワーソルを使いこなしているため、Bヴァンダーの方が能力が上となる。

## 武器
クリスタルロッド
ヴァンダーのライトセーバーの様な使用時以外は刀身の実体を持たない剣でエネルギーを吸収することが出来る。2本あり普段は両腰に収納されている。クリスタルロッドと叫ぶことにより使用可能になり、そのまま剣として使う他、自分に刺す事によって必殺技Vα、Vβを発動する。
Vブーメラン（ブイブーメラン）
ヴァンダーのブーメラン。普段は背中についている。
Vパルザー（ブイパルザー）
ヴァンダーのレーザー銃。エネルギーチューブを手首に接続して使う。
ヴォルバー
ヴァンダーに武装する人間用に用意されたオートバイ。ダンガーと合体してロボットになる予定であったが、弥紫が移動に数回利用しただけに終わる。
ダンガー
ヴァンダーに武装する人間用に用意された専用カー。ヴォルバーと合体してロボットになる予定であったが、一度みなほと慶子が現場に移動するのに利用しただけに終わる。
パワーソル
選ばれたギラング惑星人のみが生まれ持つエネルギー体で、持ち主の力を何千倍にも高める。マークとマークを重ね合わせると最大限に力を発揮。ゾルド将軍の地球着陸の際に体から離れ、弥紫の右足裏とみなほの右太腿内側につく。

## 必殺技
Vα（ブイアルファ）
エネルギー波を放出するヴァンダーの必殺技。胸のペンダントにクリスタルロッドを差し込み、クリスタルロッドのエネルギーをPウエアーにプラスすることによって発動。
Vβ（ブイベータ）
エネルギーをぶつけた所に小さなブラックホールを作り、相手を宇宙留置所に送るヴァンダーの必殺技。両肩にクリスタルロッドをさすことによって発動。
パワーソルバリア
パワーソルの力を使ったバリアで、Vαも防げる。Bヴァンダーが使用。
パワーソル砲
ゾルド将軍の必殺技。

## 書誌情報
著者は全て桂正和。特記のない限り集英社発行。
- 新書版〈ジャンプ・コミックス〉
  1. 「ヴァンダー誕生の巻」1987年2月15日初版発行 ISBN 4-08-851073-9
  2. 「愛の力の巻」1987年6月15日初版発行 ISBN 4-08-851074-7
- ワイド版（発行：ホーム社・発売：集英社）〈ジャンプ コミック セレクション〉
  1. 1995年1月 ISBN 4-8342-1385-4
  2. 1995年2月 ISBN 4-8342-1386-2
- 文庫版〈集英社文庫〉2001年3月 ISBN 4-08-617689-0